# كاثي فيرغسون
كاثي فيرغسون (بالإنجليزية: Cathy Ferguson) (22 يوليو 1948) هي سبّاحة، من الولايات المتحدة، مثّلت بلادها في الألعاب الأولمبية الصيفية 1964، وفي سباحة في الألعاب الأولمبية الصيفية 1964 100 متر سباحة الظهر سيدات، وفي الألعاب الأولمبية الصيفية 1964 – سيدات 4 × 100 متر تتابع متنوع ‏.

## وصلات خارجية
- كاثي فيرغسون على موقع الاتحاد الدولي للسباحة (الإنجليزية)
- كاثي فيرغسون على موقع قاعة مشاهير السباحة العالمية (الإنجليزية)
- كاثي فيرغسون على موقع اللجنة الأولمبية الدولية (الإنجليزية)
- كاثي فيرغسون على موقع أوليمبيديا (الإنجليزية)